# Biserica „Adormirea Maicii Domnului” - Sadina din Roata de Jos
Biserica „Adormirea Maicii Domnului” - Sadina din Roata de Jos este un monument istoric aflat pe teritoriul satului Roata de Jos, comuna Roata de Jos. În Repertoriul Arheologic Național, monumentul apare cu codul 104877.01.